# 代駕司機
代駕司機又稱代駕，是指一人開車前往某處後，無法再駕駛汽車並指定一名處於清醒狀態的人代勞自己駕駛汽車，其中绝大多数目的是阻止酒後駕駛的情況發生。所以如果需要熟人充當代駕司機，這人一般會在社交场合戒酒，以便他能将其醉酒同伴安全送回家中。有時一些酒吧、餐馆和夜总会的经营者会向同行的代駕司机提供软饮料，以避免飯後無人可駕駛的狀況發生。如果同伴都處於醉酒狀態，那尋找代駕可能需要一定的費用。用户可以通过电话预约付費代駕，也可以网上下单购买代驾服务。除专门的代驾业者外，一些酒店也会提供代驾服务，以方便因饮酒而不能驾车的顾客。

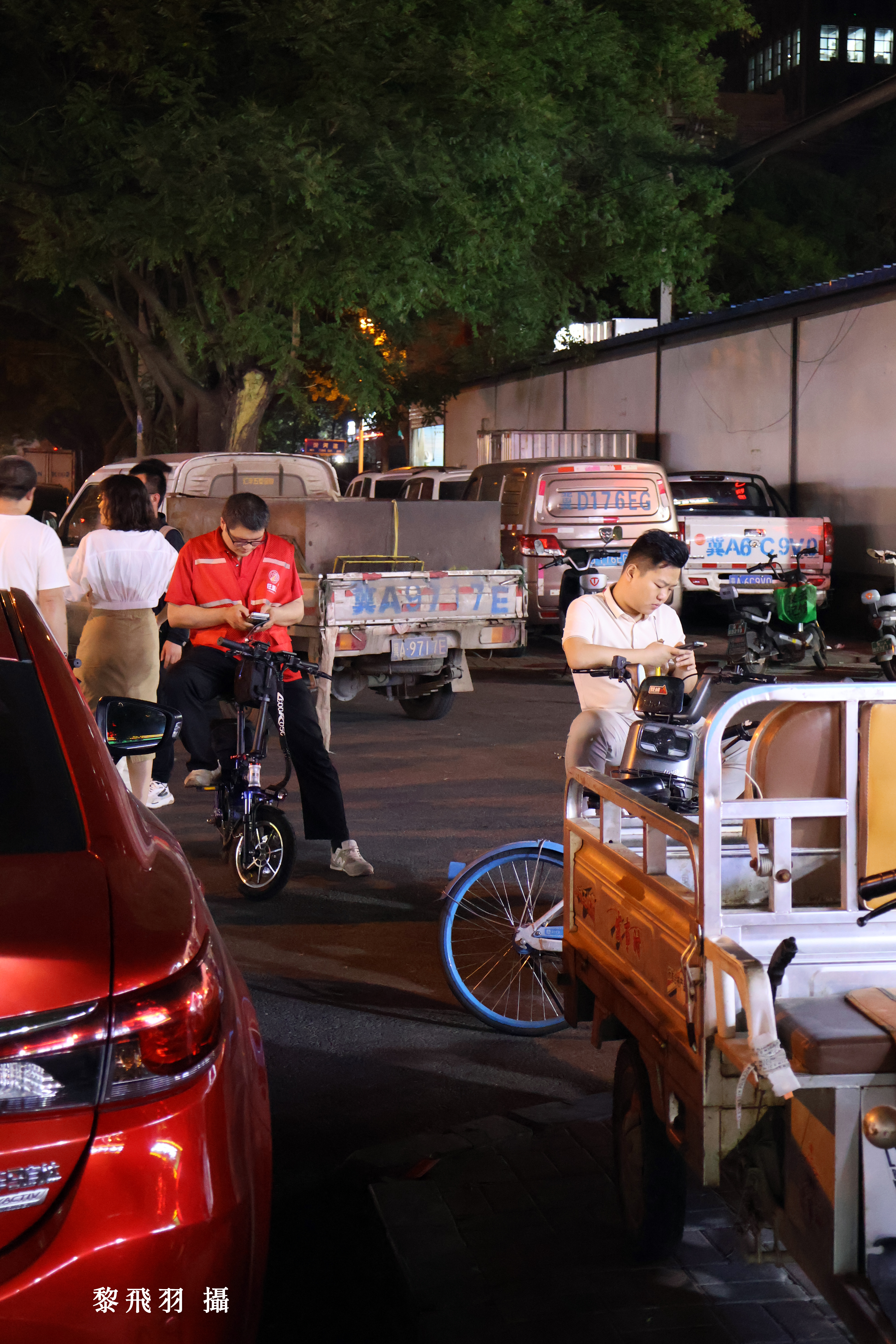
街边等待接单的代驾司机

## 類型
代驾依服务类型和服务对象不同，可分为长途代驾、酒后代驾旅游代驾和商务代驾等，在英国甚至还出现了为避免违规停车受罚、在交警进行处罚之前将车辆开走的代驾服务。

## 法規
目前多个国家都有相应法规，对代驾行为进行规范。如中华人民共和国商务部推出了《代驾经营服务规范》（SB/T 11137-2015），中国交通运输部也在着手制定相应规范。